# Procyon minor
El mapache de Guadalupe (Procyon minor)  es una especie de mamífero carnívoro de la familia de los prociónidos. Es una especie en peligro, que se encuentra sólo en el departamento de ultramar de Guadalupe en las Antillas Menores. Aunque algunos científicos discrepan, P. minor se considera conspecifico con P. lotor, mapache de Nortamérica.
Esta especie está en peligro de extinción y destacado en la lista de la Unión Internacional para la Conservación de la Naturaleza.
El mapache de Guadalupe se encuentra en las zonas tropicales áridas de Guadalupe. Viven entre 10 y 13 años, alcanzando la madurez sexual al año de edad. Los adultos alcanzan de 12 a 30 libras de peso.
Son omnívoros su dieta se basa en frutas, verduras, carne y huevos. Su temporada de cría se produce entre enero y marzo.